# Kærlighedens bær
Kærlighedens bær (russisk: Ягoдка Любви) er en sovjetisk film fra 1926 af Aleksandr Dovsjenko.

## Medvirkende
- Marjan Krusjelnitskij som Jean Kolbasjuk
- Margarita Barskaja
- Dmitrij Kapka
- Ivan Zamytjkovskij
- Volodimir Lisovskij